# Sfântul Naum
Sfântul Naum (n. 830 d.Hr., Țaratul Bulgar – d. 23 decembrie 910 d.Hr., Ohrid, Țaratul Bulgar) a fost un discipol al cărturarilor Chiril și Metodiu. Împreună cu Clement al Ohridei și Gorazd a fost hirotonit preot la Roma de cardinalul Formosus (ulterior papă).
A contribuit la crearea alfabetului glagolitic. Din 893 a condus Școala de litere de la Ohrida.
Cultul său este larg răspândit la popoarele din Balcani, inclusiv în rândul aromânilor.